# The Meeting (povestire)
„Întâlnirea -- The Meeting” este o povestire științifico-fantastică din 1972 de Frederik Pohl, bazată pe un proiect neterminat al lui Cyril M. Kornbluth. A fost publicată pentru prima dată în The Magazine of Fantasy & Science Fiction,  iar o versiune audio a fost citită de Bradley Denton.

## Rezumat
Harry și Margaret Vladek au un fiu cu dizabilități severe de dezvoltare. Li se oferă șansa de a-i înlocui creierul cu cel al unui copil cognitiv normal care a fost ucis într-un accident. 

## Primire
„Întâlnirea“ a câștigat în 1973 Premiul Hugo pentru cea mai bună povestire, împărțit cu "Fiul Euremei" de R. A. Lafferty. Lafferty a afirmat ulterior că „Întâlnirea” a fost „una dintre cele mai rele povestiri scrisă vreodată de cineva” și a declarat că „din decență” nu o va denumi.

## Vezi și
- 1972 în științifico-fantastic